# مايكل تارنات
مايكل تارنات (بالألمانية: Michael Tarnat)‏ (مواليد 27 أكتوبر 1969) هو لاعب كرة قدم. يلعب مع منتخب ألمانيا لكرة القدم. سبق له أن لعب في كأس العالم لكرة القدم مع منتخب بلاده.

## روابط خارجية
- مايكل تارنات على موقع الاتحاد الدولي (مؤرشف)  (الإنجليزية)
- مايكل تارنات على موقع الاتحاد الأوربي (الإنجليزية)
- مايكل تارنات على موقع قاعدة بيانات كرة القدم.إي يو (الإنجليزية)
- مايكل تارنات على موقع بيانات كرة القدم. دي إي (الألمانية)
- مايكل تارنات على موقع ناشيونال فوتبول تيمز (الإنجليزية)
- مايكل تارنات على موقع Soccerway.com (الإنجليزية)
- مايكل تارنات على موقع عالم كرة القدم.نت (الإنجليزية)
- مايكل تارنات على موقع كووورة